# Medalha Stampacchia
A Medalha Stampacchia (em italiano:  Stampacchia Gold Medal) é um prêmio internacional concedido a cada três anos pela União Matemática Italiana (Unione Matematica Italiana - UMI) juntamente com a Fundação Ettore Majorana (Erice), em reconhecimento a contribuições de destaque na área de cálculo de variações e aplicações relacionadas. A medalha, nomeada em memória do matemático italiano Guido Stampacchia, é concedida a um matemático de idade não superior a 35 anos.

## Recipientes
- 2003 Tristan Rivière (Instituto Federal de Tecnologia de Zurique)
- 2006 Giuseppe Mingione (Universidade de Parma)
- 2009 Camillo De Lellis (Universidade de Zurique)
- 2012 Ovidiu Savin (Universidade Columbia)
- 2015 Alessio Figalli (Universidade do Texas em Austin)[2]
- 2018 Guido De Philippis (International School for Advanced Studies) [3]
- 2021 Xavier Ros-Oton (Universidade de Barcelona)